# Liste der Baudenkmäler in Paderborn-Kernstadt
Die Liste der Baudenkmäler in Paderborn-Kernstadt enthält die denkmalgeschützten Bauwerke auf dem Gebiet von Paderborn-Kernstadt in Nordrhein-Westfalen (Stand: 2024). Diese Baudenkmäler sind in der Denkmalliste der Stadt Paderborn eingetragen; Grundlage für die Aufnahme ist das Denkmalschutzgesetz Nordrhein-Westfalen (DSchG NRW).

| Bild | Bezeichnung | Lage                                                                        | Beschreibung | Bauzeit                                | Eingetragen seit                       | Denkmal- nummer |
| --- | --- | --------------------------------------------------------------------------- | --- | -------------------------------------- | -------------------------------------- | --------------- |
| weitere Bilder | Abdinghofkirche/Basiliken | Am Abdinghof 9 Karte                                                        | | 11. Jahrhundert                        | 1. Dezember 1983                       | 1 Wikidata      |
| weitere Bilder | Busdorfkirche Klostergeb., Kreuzgang, Bildstock | Am Busdorf 6–8 Karte                                                        | | 11. Jahrhundert                        | 1. Dezember 1983                       | 2 Wikidata      |
| weitere Bilder | Dom | Domplatz 1 Karte                                                            | | 13. Jahrhundert                        | 1. Dezember 1983                       | 3 Wikidata      |
| Dom/Nivellementpunkt | Dom/Nivellementpunkt | Dom                                                                         | Höhenmarke |                                        | 14. Oktober 1992                       | 3 a             |
| weitere Bilder | Franziskanerkirche | Westernstraße 21 Karte                                                      | | 1668                                   | 1. Dezember 1983                       | 4 Wikidata      |
| weitere Bilder | Gaukirche | Markt 12 Karte                                                              | | Ende 12. Jahrhundert                   | 1. Dezember 1983                       | 5 Wikidata      |
| weitere Bilder | Herz-Jesu-Kirche Bildstöcke, Hallenbau, Kruzifix | Bahnhofstraße 2 Karte                                                       | Bildstöcke mit reichen Verzierungen aus Teutoburger Sandstein | 1895/96 Bildstöcke 1697                | 1. Dezember 1983                       | 6 Wikidata      |
| weitere Bilder | Kath. Marktpfarrkirche (ehem. Jesuitenkirche) | Kamp 2 Karte                                                                | | 1682–1692                              | 29. November 1983                      | 7 Wikidata      |
| Keilstein | Keilstein | Jesuitenmauer/Jühengasse Karte                                              | Keilstein mit IHS und drei Nägel im Strahlenkranz (Jesuitensymbol), sowie der Inschrift: „Aō 1608“ | 1608                                   | 29. November 1983                      | 7 a             |
| weitere Bilder | Kapuzinerkirche | An den Kapuzinern 5–7 Karte                                                 | Vierjochige Saalkirche. Erbaut durch Ambrosius von Oelde | 1681–1683                              | 9. Dezember 1986                       | 8               |
| weitere Bilder | Kirche des Michaelsklosters | Michaelstraße 19 Karte                                                      | erbaut durch Ambrosius von Oelde | 1694–1698                              | 29. November 1983                      | 9               |
| weitere Bilder | Kirche des Landeshospitals/Kirchenfassade/Metallplatte | Kisau 14 Karte                                                              | ehemaliges Kapuzinessenkloster | 1657–1661                              | 16. Mai 1984                           | 10              |
| weitere Bilder | Franziskanerkloster Fassadendisposition, Barocker Wasserkump, Teicheinfassung, Statue                                                                          | Westernstraße 19–21 Karte                                                   | | 1663–1664                              | 1. Dezember 1983                       | 11              |
| weitere Bilder | Michaelskloster | Michaelstraße 17 Karte                                                      | erbaut durch Ambrosius von Oelde | 1694–1698                              | 29. November 1983                      | 12 Wikidata     |
| Mutterhaus der SCC mit Anlagen und Josefshaus Umfassungsmauern, Konraduskapelle, Apostelplatz, Hochkreuz, Statuen, Fatima-Kapelle, Grottenanlage, Einzelstücke | Mutterhaus der SCC mit Anlagen und Josefshaus Umfassungsmauern, Konraduskapelle, Apostelplatz, Hochkreuz, Statuen, Fatima-Kapelle, Grottenanlage, Einzelstücke | Warburger Straße 2/Busdorfwall 2 Karte                                      | |                                        | 6. August 1984                         | 13              |
| weitere Bilder | Alexiuskapelle | Am Abdinghof 4 Karte                                                        | Auf dem Gelände des Klosters St. Michael | 1670–1673                              | 29. November 1983                      | 14 Wikidata     |
| Alte Kapelle (Liborikapelle) | Alte Kapelle (Liborikapelle) | Kamp, im Garten des Theodorianums Karte                                     | | gotische Zeit, 1644 renoviert          | 16. Dezember 1986                      | 15              |
| weitere Bilder | Bartholomäuskapelle | Am Ikenberg 4 Karte                                                         | | um 1017                                | 1. Dezember 1983                       | 16 Wikidata     |
| weitere Bilder | Geroldskapelle | Am Ikenberg 2 Karte                                                         | Kapellen des älteren Domklosters. Die ältere Kapelle stammt aus der Zeit Bischof Badurads (815–862). Die jüngere ist aus der Zeit Bischof Meinwerks (1009–1036). Diese Kapelle wurde früher als die Kapelle Gerolds, des Schwagers Karls des Großen gedeutet. | 9. Jahrhundert/ 11. Jahrhundert        | 29. November 1983                      | 17              |
| weitere Bilder | Ikenbergkapelle | Am Ikenberg (neben Nr. 4) Karte                                             | | 11. Jahrhundert                        | 29. November 1983                      | 18              |
| weitere Bilder | Kaiserpfalz Pfalzanlage, Königspfalz, Bischofspfalz (Saalbau)                                                                                                  | Am Ikenberg (neben Nr. 4) Karte                                             | | 8. und 11. Jahrhundert                 | 25. Juni 1985                          | 18 b            |
| weitere Bilder | Liboriuskapelle mit 2 Bildstöcken/Kapellenbau | Liboriberg Karte                                                            | | 1730                                   | 1. Dezember 1983                       | 19              |
| weitere Bilder | Jüdischer Friedhof | Warburger Straße 110 Karte                                                  | |                                        | 29. November 1983                      | 20              |
| weitere Bilder | Domkreuzgang Kapitelfriedhof, Westphalen-Kapelle, Kruzifix | Domplatz 3 Karte                                                            | |                                        | 1. Dezember 1983                       | 21              |
| weitere Bilder | Ostfriedhof mit verschiedenen Grabsteinen und Langenohlkapelle/Bildstöcke                                                                                      | Driburger Straße/Am Ostfriedhof Karte                                       | | 1866                                   | 20. August 1984                        | 22              |
| Bildstockgehäuse | Bildstockgehäuse | Ecke Driburger Straße/Busdorfwall Karte                                     | |                                        | 20. Juni 1984                          | 23              |
| Bildstock | Bildstock | Gierswall/Heierstor Karte                                                   | | 1704                                   | 20. Juni 1984                          | 24              |
| Bildstockgehäuse | Bildstockgehäuse | Husener Straße/Mersinweg/Grünebaumstr Karte                                 | Der Bildstock zeigt im Inneren auf einer Reliefplatte die Ölbergszene, datiert auf das 19. Jahrhundert. Inschriften: Halt mich in deiner Lieb bestendichlich damit nit verderbe ewichlich im Sockel; anno di G 16 79 N Amice ad quid venisti im Giebel; sic filium hominis in der Überdachung links. Der Bildstock wurde in den Jahren 1965 und 1990 restauriert. Auf dem ehemaligen Wallfahrtsweg „Hillige Seele“ ist es der erste noch erhaltene Bildstock in Richtung der Kapelle zur hilligen Seele. | 1679                                   | 20. Juni 1984                          | 25              |
| Bildstock | Bildstock | Im Dörener Feld 12 (Einfahrt Friedhof) Karte                                | | 1744                                   | 20. Juni 1984                          | 26              |
| Bildstock | Bildstock | Liboriberg (neben Busdorfwall 2)                                            | | 1733                                   | 20. Juni 1984                          | 27              |
| Bildstock | Bildstock | Knickweg/Husener Straße (Haxterberg) Karte                                  | Dieser frühbarocke Bildstock aus Sandstein zeigt eine Darstellung der Kreuzigung auf dem Golgatha-Hügel. Die Inschrift auf der Vorderseite ist nicht mehr lesbar. Auf dem ehemaligen Wallfahrtsweg „Hillige Seele“ ist es der dritte noch erhaltene Bildstock in Richtung der Kapelle zur hilligen Seele. | 18. Jahrhundert                        | 20. Juni 1984                          | 28              |
| weitere Bilder | Doppelbildstock | Neuhäuser Straße (neben Nr. 66) Karte                                       | | 1690                                   | 20. Juni 1984                          | 29              |
| Bildstock | Bildstock | Paderwall Karte                                                             | | 1745                                   | 20. Juni 1984                          | 30              |
| Bildstock | Bildstock | Liboriberg/Rosentor (bei Franziskanermauer 1) Karte                         | | 1738                                   | 20. Juni 1984                          | 32              |
| Wegekreuz/Sandsteinkruzifix (ehem. Romskapelle) | Wegekreuz/Sandsteinkruzifix (ehem. Romskapelle) | Bahnhofstraße (gegenüber Nr. 92)                                            | |                                        | 20. Juni 1984                          | 33              |
| Kreuzigungsgruppe | Kreuzigungsgruppe | Gierswall/Heierstor Karte                                                   | | 1896                                   | 20. Juni 1984                          | 34              |
| Kruzifix | Kruzifix | Ecke Heinz-Nixdorf-Ring/Riemekestraße Karte                                 | Errichtet von Heinrich Hesse zum Gedenken an die Verstorbenen | 1890                                   | 20. Juni 1984                          | 35              |
| Wegekreuz | Wegekreuz | Fürstenallee (neben Nr. 16) Karte                                           | | 1882                                   | 5. Januar 1990                         | 36              |
| Reste der Liborikapelle, Mariendenkmal, 2 Allegorien | Reste der Liborikapelle, Mariendenkmal, 2 Allegorien | Kamp 4 und 6, im Garten des Theodorian Karte                                | |                                        | 18. Dezember 1986                      | 37              |
| weitere Bilder | Marienstatue | Kamp 8 Karte                                                                | Renaissance, aus Bronze, auf vierteiligem Sockel mit Engelköpfen und Inschrift: Got. frid. Köller zu cassel gos mich anno 1678. | 1678                                   | 22. Dezember 1986                      | 38              |
| weitere Bilder | Heiersburg heute Jugendherberge von Paderborn | Meinwerkstraße 16 Karte                                                     | |                                        | 21. Januar 1985                        | 39 a            |
| weitere Bilder | Haxter Warte (ehem. Lichtenturm) | Knickweg Ecke Lichtenturmweg Karte                                          | |                                        | 20. Juni 1984                          | 40              |
| Hardehauser Hof | Hardehauser Hof | Am Busdorf 11 Karte                                                         | Im Auftrag des Abtes Vinzenz Spanncken als Stadtsitz des Klosters Hardehausen erbaut. Franz Christoph Nagel zugeschrieben. | 1734                                   | 29. November 1983                      | 41              |
| Johannes-Hatzfeld-Haus | Johannes-Hatzfeld-Haus | Dompropsteigasse 1 Karte                                                    | erbaut durch Arnold Güldenpfennig | vor 1900                               | 3. Juli 1984                           | 43              |
| Erzbischöfliches Generalvikariat, Fassaden und Kapitelsaal | Erzbischöfliches Generalvikariat, Fassaden und Kapitelsaal | Domplatz 3 Karte                                                            | |                                        | 15. Januar 1986                        | 44              |
| Leokonvikt/Kapelle/Axiale/Hochkreuzanlage | Leokonvikt/Kapelle/Axiale/Hochkreuzanlage | Leostraße 19 a, 21 Karte                                                    | | 1895                                   | 20. August 1984                        | 45              |
| weitere Bilder | Liborianum | An den Kapuzinern 5–7 Karte                                                 | | 1674                                   | 29. Mai 1984                           | 46              |
| Städtische Musikschule | Städtische Musikschule | Gierswall 4 Karte                                                           | |                                        | 29. Mai 1984                           | 47              |
| Kurie des Weihbischofs | Kurie des Weihbischofs | Domplatz 12 Karte                                                           | |                                        | 29. Mai 1984                           | 49              |
| weitere Bilder | Dalheimer Hof | Kamp 38 Karte                                                               | Erbaut durch Johann Conrad Schlaun. Heute Erzbischöfliches Palais. | 1718                                   | 29. Mai 1984                           | 50 Wikidata     |
| weitere Bilder | Katholische Hochschule Nordrhein-Westfalen, Abteilung Paderborn                                                                                                | Leostraße 19 Karte                                                          | |                                        | 5. Juli 1984                           | 51              |
| Seelsorgeamt | Seelsorgeamt | Kleiner Domplatz 11 Karte                                                   | |                                        | 29. Mai 1984                           | 52              |
| weitere Bilder | Neue Dompropstei Mittelbau, Erker | Domplatz 6 und 10 Karte                                                     | |                                        | 29. Mai 1984                           | 53              |
| weitere Bilder | Rathaus | Rathausplatz 1 Karte                                                        | Es wurde 1613–1620 durch Hermann Baumhauer als herausragendes Beispiel der Weserrenaissance im Auftrag von Fürstbischof Dietrich unter Einbeziehung eines Vorgängerbaus von 1473 errichtet. | 1613–1620                              | 20. Juni 1984                          | 54              |
| weitere Bilder | Sparkasse | Schildern 5 Karte                                                           | | 1716                                   | 29. Mai 1984                           | 55              |
| weitere Bilder | Stadtbibliothek ehemalige Domdechanei | Am Rothoborn 1 Karte                                                        | erbaut durch Ambrosius von Oelde | 1676                                   | 20. Juni 1984                          | 56              |
| weitere Bilder | Adam-und-Eva-Haus | Hathumarstraße 7 Karte                                                      | eines der ältesten Fachwerkhäuser in Paderborn, beherbergte von 1977 bis 2015 das Museum für Stadtgeschichte | um 1560                                | 20. Juni 1984                          | 57              |
| | | Hathumarstraße 9 Karte                                                      | Ehemaliges Fachwerk-Dielenhaus des 17. Jahrhunderts. Bildet zusammen mit dem Adam-und-Eva-Haus eine reizvolle Baugruppe. | 17. Jahrhundert                        | 20. Juni 1984                          | 58              |
| weitere Bilder | Gymnasium Theodorianum | Kamp 4 Karte                                                                | | 1612–1614                              | 29. November 1983                      | 59              |
| Wohnhausfassade | Wohnhausfassade | Hermannstraße 22 Karte                                                      | |                                        | 8. Mai 1991                            | 61              |
| weitere Bilder | Fürstenhof | Am Abdinghof 1 Karte                                                        | Seit Mitte des 14. Jahrhunderts Standort einer Domherrenkurie. 1730–1735 durch Friedrich Christian von Fürstenberg im Barockstil erneuert. Nach der Säkularisation Wohnsitz der Familie Fürstenberg-Herdringen. Nach Wiederherstellung (1949–1951) erneut Nutzung als Domherrenkurie. | 1730–1735                              | 29. Mai 1984                           | 62              |
| Gebäude | Gebäude | Am Stadelhof 10 Karte                                                       | |                                        | 29. Mai 1984                           | 63              |
| Gebäude | Gebäude | An den Kapuzinern 2 Karte                                                   | |                                        | 29. Mai 1984                           | 64              |
| Gebäude | Gebäude | Auf den Dielen 2 Karte                                                      | |                                        | 29. Mai 1984                           | 65              |
| Wohnhausfassade | Wohnhausfassade | Hermannstraße 24 Karte                                                      | | 1908                                   | 8. Mai 1991                            | 66              |
| Wohnhaus mit Hinterhaus | Wohnhaus mit Hinterhaus | Auf den Dielen 8 Karte                                                      | |                                        | 30. Oktober 1984/ 27. Juni 1997        | 67              |
| Fachwerkgiebelhaus | Fachwerkgiebelhaus | Auf den Dielen 10 Karte                                                     | |                                        | 30. Oktober 1984                       | 68              |
| Gebäude | Gebäude | Auf den Dielen 12 Karte                                                     | |                                        | 29. Mai 1984                           | 69              |
| Wohnhaus/Fassade | Wohnhaus/Fassade | Nordstraße 10 Karte                                                         | |                                        | 24. April 1990                         | 70              |
| Wohnhaus | Wohnhaus | Auf den Dielen 16 Karte                                                     | |                                        | 14. Juni 1984                          | 71              |
| weitere Bilder | Gebäude | Bachstraße 1 Karte                                                          | Hotel Abdinghof, ehemaliges Brauhaus; Massivbau; spätgotische Giebelfront mit Halbkreisaufsätzen; 1954/1955 wiederhergestellt. | 1563                                   | 29. Mai 1984                           | 72              |
| Fachwerkhaus (Wohnhaus) | Fachwerkhaus (Wohnhaus) | Am Stadelhof 10 / Badengasse 1–3 Karte                                      | |                                        | 21. August 1987                        | 73              |
| weitere Bilder | Wohnhaus | Bahnhofstraße 25 Karte                                                      | |                                        | 21. August 1987                        | 74              |
| Wohnhaus | Wohnhaus | Bahnhofstraße 27/27 a Karte                                                 | |                                        | 31. März 1987                          | 74 a            |
| Wohnhaus | Wohnhaus | Hathumarstraße 28 Karte                                                     | |                                        | 24. April 1990                         | 75              |
| Gebäude | Gebäude | Busdorfmauer 36 Karte                                                       | |                                        | 29. Mai 1984                           | 76              |
| Wohnhaus | Wohnhaus | Busdorfmauer 34 Karte                                                       | |                                        | 29. Mai 1984                           | 76 a            |
| Gebäude | Gebäude | Busdorfmauer 44 Karte                                                       | |                                        | 9. Juli 1984                           | 77              |
| Wohnhaus | Wohnhaus | Detmolder Straße 5 Karte                                                    | |                                        | 11. April 1985                         | 78              |
| weitere Bilder | Fassade und 2 Torpfeiler | Domplatz 18 Karte                                                           | Klassizistisches Bürgerhaus „Haus Schlechtendal“ Ursprünglicher Standort war Westernstraße 26, erbaut 1798 aus Steinen der 1784 abgerissenen Marktkirche St. Pankratius, 1945 bis auf die Umfassungsmauern zerstört, 1956 für den Neubau eines Kaufhauses abgetragen und am Domplatz wieder aufgebaut. | 1798                                   | 28. Juni 1984                          | 79              |
| Fassade und Dach des Gebäudes | Fassade und Dach des Gebäudes | Domplatz 26 Karte                                                           | |                                        | 13. Juni 1984                          | 80              |
| Gebäudefassade | Gebäudefassade | Ferdinandstraße 5                                                           | |                                        | 29. Mai 1984                           | 81              |
| Fassaden und Dach | Fassaden und Dach | Ferdinandstraße 29                                                          | |                                        | 29. Mai 1984                           | 82              |
| Wohnhaus/Fassade | Wohnhaus/Fassade | Florianstraße 7                                                             | |                                        | 29. Mai 1984                           | 83              |
| Häusergruppe/Fassaden | Häusergruppe/Fassaden | Franz-Egon-Straße 12–18                                                     | |                                        | 29. Mai 1984                           | 84              |
| Wohnhaus/Fassaden Erweiterung: Gebäude komplett | Wohnhaus/Fassaden Erweiterung: Gebäude komplett | Fürstenweg 1/Neuhäuser Straße 48                                            | |                                        | 29. Mai 1984 Erw. 14. September 2007   | 85              |
| Wohnhausfassade | Wohnhausfassade | Fürstenweg 7 Karte                                                          | |                                        | 29. Mai 1984                           | 86              |
| Wohnhausfassade | Wohnhausfassade | Fürstenweg 9 Karte                                                          | |                                        | 29. Mai 1984                           | 87              |
| weitere Bilder | Fachwerkhaus | Giersmauer 13–15 Karte                                                      | Fachwerkgademe | um 1730                                | 29. Mai 1984                           | 88              |
| Wohnhaus | Wohnhaus | Giersmauer 17 Karte                                                         | |                                        | 29. Mai 1984                           | 89              |
| weitere Bilder | Gebäude | Giersmauer 27 Karte                                                         | |                                        | 29. Mai 1984                           | 90              |
| Gebäude/Giebelfront (äußere Erscheinungsbild) | Gebäude/Giebelfront (äußere Erscheinungsbild) | Giersmauer 31 Karte                                                         | |                                        | 29. Mai 1984                           | 91              |
| Wohnhaus | Wohnhaus | Gierswall 24 Karte                                                          | |                                        | 29. Mai 1984                           | 92              |
| Gaukirchenkloster, Fassaden und Dach | Gaukirchenkloster, Fassaden und Dach | Grube 1 Karte                                                               | Erbaut durch Franz Christoph Nagel. Ursprünglich langgestreckter Mittelbau mit zwei Rundbogenportalen, flankiert von zwei kurzen Seitenflügeln. 1949 weitgehend zerstört und 1949 bis auf einen Teil des Westflügels abgerissen. | 1750                                   | 29. Mai 1984                           | 93              |
| Fachwerkhaus | Fachwerkhaus | Hathumarstraße 1 Karte                                                      | | 1728                                   | 21. Juni 1985                          | 94              |
| Wohn- und Geschäftshaus | Wohn- und Geschäftshaus | Heiersstraße 10 Karte                                                       | |                                        | 5. Juli 1984                           | 95              |
| Gebäude | Gebäude | Heiersstraße 12 Karte                                                       | Ensemble mit Nr. 12, 14: Mit Schiefer verkleidete Fachwerkbauten mit Krüppelwalmdach. | wohl noch am Ende des 16. Jahrhunderts | 29. Mai 1984                           | 96              |
| Gebäude | Gebäude | Heiersstraße 14 Karte                                                       | | 1619                                   | 29. Mai 1984                           | 97              |
| ehemaliger Posthof | ehemaliger Posthof | Kamp 22 Karte                                                               | |                                        | 29. Mai 1984                           | 98              |
| Gebäude/Putzbau | Gebäude/Putzbau | Kilianstraße 30 Karte                                                       | |                                        | 29. Mai 1984                           | 99              |
| weitere Bilder | Gebäude | Kilianstraße 32 Karte                                                       | |                                        | 29. Mai 1984                           | 100             |
| Fachwerkgiebelhaus | Fachwerkgiebelhaus | Krämerstraße 8                                                              | dreigeschossiges Fachwerkgiebelhaus, der um 1600 entstandene Kernbau wurde 1726 erneuert | um 1600, 1726 erneuert                 | 29. Mai 1984                           | 101             |
| Fachwerkgiebelhaus | Fachwerkgiebelhaus | Krämerstraße 10                                                             | dreigeschossiges Fachwerkgiebelhaus mit Krüppelwalmdach | 17. Jh.                                | 29. Mai 1984                           | 102             |
| Gebäude/Fachwerkhaus | Gebäude/Fachwerkhaus | Krumme Grube 7                                                              | klassizistischer Fachwerkbau mit Mansarddach | 2. Hälfte des 18. Jh.                  | 13. Juni 1984                          | 103             |
| Fachwerkdoppelhaus | Fachwerkdoppelhaus | Laurentiusgasse 2–4 Karte                                                   | |                                        | 14. Juni 1984                          | 104             |
| Meyersche Gartenhaus | Meyersche Gartenhaus | Leostraße 1 Karte                                                           | |                                        | 17. September 1985                     | 105             |
| Gebäude | Gebäude | Leostraße 25 Karte                                                          | |                                        | 29. Mai 1984                           | 106             |
| Wohnhaus | Wohnhaus | Leostraße 33 Karte                                                          | |                                        | 6. August 1984                         | 107             |
| weitere Bilder | Heising’sches Haus | Marienplatz 2                                                               | Weserrenaissance |                                        | 20. Juni 1984                          | 108             |
| Wohn- und Geschäftshaus | Wohn- und Geschäftshaus | Marienplatz 2 a                                                             | | 1928                                   | 20. Juni 1984                          | 109             |
| Gebäude | Gebäude | Markt 6 (frühere Cramersche Hofapotheke) Karte                              | |                                        | 29. Mai 1984                           | 110             |
| Gebäude/Wohn- und Geschäftshaus | Gebäude/Wohn- und Geschäftshaus | Markt 8 Karte                                                               | Massivbau mit geschweiftem Giebelaufsatz | 1733                                   | 29. Mai 1984                           | 111             |
| Gebäude/Putzbau | Gebäude/Putzbau | Markt 10 Karte                                                              | |                                        | 29. Mai 1984                           | 112             |
| weitere Bilder | Gebäude, Außenfassaden und Dach | Markt 14 (Gleseker-Haus) Karte                                              | Spätbarockes Giebelhaus mit Sandsteingliederung; nach Kriegszerstörung 1948/49 wieder errichtet | 1723, 1779 aus- und umgebaut           | 13. Juni 1984                          | 113             |
| Gebäude | Gebäude | Neuhäuser Straße 22 Karte                                                   | |                                        | 12. November 1984                      | 114             |
| Gebäude | Gebäude | Neuhäuser Straße 42                                                         | |                                        | 29. Mai 1984                           | 115             |
| Wohnhaus | Wohnhaus | Neuhäuser Straße 50 Karte                                                   | |                                        | 4. Juli 1984                           | 116             |
| Straßenfassade | Straßenfassade | Neuhäuser Straße 68 c Karte                                                 | |                                        | 10. Juni 1985                          | 117             |
| Fachwerkgiebelhaus Außenfassaden in den Straßenseiten und Dach                                                                                                 | Fachwerkgiebelhaus Außenfassaden in den Straßenseiten und Dach                                                                                                 | Paderberg 1 Karte                                                           | |                                        | 20. August 1984                        | 118             |
| Fassade und Dach | Fassade und Dach | Rathausplatz 7 Karte                                                        | erbaut nach Entwurf von Otto Engler für das Textilkaufhaus Steinberg & Grünebaum, später „Haus Pötz“, heute Medienzentrum | 1909–1910                              | 13. Juni 1984                          | 119             |
| Gebäude / Fassaden | Gebäude / Fassaden | Reumontstraße 50 Karte                                                      | |                                        | 29. Mai 1984                           | 120             |
| weitere Bilder | „Pesthaus“ | Spitalmauer 12 Karte                                                        | Bruchsteinbau | 1683/84                                | 29. Mai 1984                           | 121 Wikidata    |
| Gebäude | Gebäude | Tegelweg 13 Karte                                                           | |                                        | 1. Juli 1984                           | 122             |
| Doppelhaus | Doppelhaus | Ükern 9–11 Karte                                                            | |                                        | 17. Oktober 1984                       | 123             |
| Wohnhaus | Wohnhaus | Ükern 10 Karte                                                              | |                                        | 12. November 1984                      | 124             |
| Ackerbürgerhaus | Ackerbürgerhaus | Ükern 12                                                                    | |                                        | 6. Juli 1984                           | 125             |
| Wohnhausfassade | Wohnhausfassade | Ükern 13 Karte                                                              | |                                        | 29. Mai 1984                           | 126             |
| Gebäude | Gebäude | Weberberg 4 Karte                                                           | Zweigeschossiges Fachwerk-Traufenhaus mit Freitreppe | bezeichnet 1592                        | 22. September 1980                     | 127             |
| Gebäude | Gebäude | Weberberg 6 Karte                                                           | Fachwerktraufenhaus eines Flickschusters. Exemplarisch für ein Dielenhaus der weniger begüterten Mittelschicht. | 1734                                   | 29. Mai 1984                           | 128             |
| Gebäude / Obergeschosse der Fassade und Dach | Gebäude / Obergeschosse der Fassade und Dach | Westernstraße 17 Karte                                                      | |                                        | 29. Mai 1984                           | 129             |
| weitere Bilder | Stümpelsche Mühle Wehranlage und Mühlrad | Spitalmauer 27 Karte                                                        | | 1810                                   | 24. August 1984                        | 130             |
| Liborius-Brunnen | Liborius-Brunnen | Ecke Kamp 20/Liboristraße 1 Karte                                           | | 1894                                   | 20. Juni 1984                          | 131             |
| weitere Bilder | Mariensäule mit Brunnen | Marienplatz Karte                                                           | Bildhauer: Caspar von Zumbusch | 1861                                   | 29. Mai 1984                           | 132             |
| Luise-Hensel-Gedenkbrunnen | Luise-Hensel-Gedenkbrunnen | Liboriberg                                                                  | von Bildhauer Rudolf Henn und Architekt Willy Erb (München), deren gemeinsamer Entwurf aus einem 1910 durchgeführten Wettbewerb hervorging |                                        | 20. Juni 1984                          | 133             |
| Brunnenrest | Brunnenrest | Michaelstraße 1–3 Karte                                                     | |                                        | 29. Mai 1984                           | 134             |
| Brunnen | Brunnen | im Garten Michaelstraße 17                                                  | |                                        | 29. Mai 1984                           | 135             |
| weitere Bilder | Brunnen | Rathausplatz Karte                                                          | |                                        | 20. Juni 1984                          | 136             |
| Sterndenkmal | Sterndenkmal | Liboriberg                                                                  | |                                        | 20. Juni 1984                          | 137             |
| Gartenhaus | Gartenhaus | Am Ikenberg 2 Karte                                                         | |                                        | 29. Mai 1984                           | 138             |
| Luise Hensel Gartenhaus | Luise Hensel Gartenhaus | Ecke Luise-Hensel-Straße/Driburger Straße/Benhauser Straße Karte            | | 1742                                   | 20. Juni 1984                          | 139             |
| Grabstätte von Fürstenberg | Grabstätte von Fürstenberg | Westfriedhof/Riemekestraße 130 Karte                                        | | 1916                                   | 20. Juni 1984                          | 140             |
| weitere Bilder | Meilenstein | Nähe Almebrücke/Salzkottener Straße Karte                                   | |                                        | 6. November 1986                       | 141             |
| Portal | Portal | Am Busdorf 6–8 Karte                                                        | | 1587                                   | 13. Juni 1984                          | 142             |
| Portal, Außenwände und Gewölbekeller | Portal, Außenwände und Gewölbekeller | Giersstraße 1–3                                                             | |                                        | 29. Mai 1984                           | 143             |
| Portal/Barock | Portal/Barock | Rathausplatz 9 (Hof)                                                        | |                                        | 29. Mai 1984                           | 144             |
| Portal | Portal | Liboristraße 1–3/Kamp 20 Karte                                              | Portal des „Zucht- und Fabrikenhaus“/Gerichtsgefängnis an der Kreuzung Marien- und Königstraße (1945 zerstört, heute C&A) | 1739                                   | 19. Juni 1984                          | 145             |
| Portal/Renaissance | Portal/Renaissance | Kleiner Domplatz 15 Karte                                                   | |                                        | 29. Mai 1984                           | 146             |
| Portal | Portal | Krumme Grube 3/Gaukirchweg Karte                                            | | 1752                                   | 29. Mai 1984                           | 147             |
| 2 Portale | 2 Portale | Liboristraße 8/Jesuitenmauer Karte                                          | | 1699                                   | 29. Mai 1984                           | 148             |
| Portal | Portal | Markt 5 Karte                                                               | |                                        | 29. Mai 1984                           | 149             |
| Portal, Rückeingang | Portal, Rückeingang | Rückeingang Rathausplatz 9                                                  | | 1731                                   | 29. Mai 1984                           | 150             |
| Quelleneinfassung | Quelleneinfassung | Am Ikenberg/Am Rothoborn Karte                                              | |                                        | 20. Juni 1984                          | 152             |
| Reliefplatte | Reliefplatte | Am Abdinghof 2 Karte                                                        | |                                        | 29. Mai 1984                           | 153             |
| Relief | Relief | Domplatz 28 Karte                                                           | | 1691                                   | 29. Mai 1984                           | 154             |
| Säulenfragment der ehem. Romskapelle | Säulenfragment der ehem. Romskapelle | Bahnhofstraße (gegenüber Nr. 92)                                            | | 1605                                   | 20. Juni 1984                          | 155             |
| weitere Bilder | Spolie Türsturz | Am Haxthausenhof 14 6 Karte                                                 | Türsturz mit Chronogramm und Wappen der Familien Kersting und Hoffmann | 1714                                   | 20. Juni 1984                          | 156             |
| [[Vorlage:Bilderwunsch/code!/C:51.71916,8.75465!/D:Spolien, Am Ikenberg Flur 1, Flurstück 140 ?!/\|BW]]                                                        | Spolien | Am Ikenberg Flur 1, Flurstück 140 ? Karte                                   | Auf Beton- und Bruchsteinmauer zwei barocke Pfeilerkapitelle aus Sandstein. | 2. H. 18. Jh.                          | 29. Mai 1984                           | 157             |
| Spolie | Spolie | An den Kapuzinern 5 (in d. nördl. Mauer) Karte                              | vierteiliger Sandstein mit lateinischer Inschrift und Chronogramm | 1704                                   | 29. Mai 1984                           | 158             |
| Torbogen-Spolie | Torbogen-Spolie | Ecke Benhauser Straße/Luise-Hensel-Straße Karte                             | |                                        | 20. Juni 1984                          | 159             |
| Spolien/Brunnen | Spolien/Brunnen | Domplatz 6                                                                  | |                                        | 29. Mai 1984                           | 160             |
| Mauerspolien | Mauerspolien | Dompropsteigasse Karte                                                      | |                                        | 29. Mai 1984                           | 161             |
| Spolien | Spolien | Gaukirchweg 1/Domplatz Karte                                                | |                                        | 29. Mai 1984                           | 162             |
| Spolien | Spolien | in Jesuitenmauer von Liboristraße 8 Karte                                   | |                                        | 30. Juli 1984                          | 163             |
| weitere Bilder | Spolien und Portal/Wappensteine/Fenstergewände | Kasseler Mauer 5 Karte                                                      | |                                        | 29. Mai 1984                           | 164             |
| Sturzstein | Sturzstein | Kleiner Domplatz 15 Karte                                                   | | 1691                                   | 29. Mai 1984                           | 165             |
| Spolie | Spolie | Laurentiusgasse 8 Karte                                                     | |                                        | 13. Juni 1984                          | 166             |
| Spolien | Spolien | Liboristraße 8 Karte                                                        | |                                        | 29. Mai 1984                           | 167             |
| Alter Torbogen und Fenstergewände | Alter Torbogen und Fenstergewände | Am Haxthausenhof 6 Karte                                                    | | 1672                                   | 20. Juni 1984                          | 168             |
| 2 Torpfeiler | 2 Torpfeiler | Ecke Kisau/Neuhäuser Tor/Spitalmauer Karte                                  | |                                        | 20. Juni 1984                          | 169             |
| Treppenaufgang (im Garten des Klosters) | Treppenaufgang (im Garten des Klosters) | Michaelstraße 17-19                                                         | |                                        | 29. Mai 1984                           | 170             |
| Türrahmung | Türrahmung | Am Abdinghof 2 Karte                                                        | | 1717                                   | 29. Mai 1984                           | 171             |
| Wappenstein (Kartusche) | Wappenstein (Kartusche) | Am Haxthausenhof 6 Karte                                                    | Allianzwappen des fürstbischöflichen Hofrats Simon Hilmar von Haxthausen († 1717) und seiner Frau Sofie Elisabeth von Woff-Metternich († 1720) | frühes 18. Jahrhundert                 | 20. Juni 1984                          | 172             |
| Wappenstein | Wappenstein | Westernmauer 9/Bolton-Wall Karte                                            | Wappenstein des Fürstbischofs Ferdinand von Fürstenberg | zwischen 1668 und 1678                 | 20. Juni 1984                          | 173             |
| Ehemalige Propstei der Gaukirche | Ehemalige Propstei der Gaukirche | Domplatz 4 Karte                                                            | | 1952/53                                | 5.9.2022                               | 235             |
| Bürogebäude | Bürogebäude | Tegelweg 25 Karte                                                           | Verwaltungsgebäude der PESAG | 1928–1931                              | 3. April 1985                          | 288             |
| Wagenhalle | Wagenhalle | Rolandsweg 111 (Tegelweg) Karte                                             | ehemaliges Straßenbahndepot der PESAG | 1909–1910?                             | 2. April 1985                          | 289             |
| weitere Bilder | Spolien | Giersmauer 13 (im Hof) Karte                                                | Fenster der Laurentiuskapelle | Ende 12. Jahrhundert                   | 3. August 1984                         | 290             |
| BW | Spolien | Liboristraße 8 (im Garten) Karte                                            | |                                        | 3. August 1984                         | 291             |
| Abdinghof-Kreuzgang | Abdinghof-Kreuzgang | Am Abdinghof 11 Karte                                                       | |                                        | 20. Juni 1984                          | 294             |
| Wohnhaus | Wohnhaus | Driburger Straße 30 Karte                                                   | |                                        | 7. November 1984                       | 299             |
| Fachwerkhaus | Fachwerkhaus | Heiersmauer 1 Karte                                                         | |                                        | 6. August 1984                         | 303             |
| Fachwerktraufenhaus | Fachwerktraufenhaus | Hathumarstraße 3 Karte                                                      | |                                        | 21. Juni 1985                          | 311             |
| Wohn- und Geschäftshaus | Wohn- und Geschäftshaus | Detmolder Straße 31 Karte                                                   | mit Hermannsfigur auf dem Dach | 1909                                   | 14. August 1986                        | 312             |
| Gebäude | Gebäude | Riemekestraße 19 Karte                                                      | |                                        | 6. November 1986                       | 313             |
| Gebäude | Gebäude | Riemekestraße 21 Karte                                                      | |                                        | 6. November 1986                       | 314             |
| Gusseiserne Stützen, Hauptbahnhof | Gusseiserne Stützen, Hauptbahnhof | Bahnhofstraße                                                               | |                                        | 3. Februar 1988                        | 323             |
| Bildstock | Bildstock | Husener Straße (Nähe Hausnr. 200) Karte                                     | Dieser barocke Bildstock aus Sandstein zeigt im unteren Bereich eine weibliche Heilige und im oberen Bereich ein Relief der Dornenkrönung. Inschriften: H. Bade rechts im Oberteil, M.Koprian rechts im Sockel. Auf dem ehemaligen Wallfahrtsweg „Hillige Seele“ ist es der zweite noch erhaltene Bildstock in Richtung der Kapelle zur hilligen Seele. | 1697                                   | 15. März 1988                          | 323 a           |
| Kasernenanlage | Kasernenanlage | Ecke Elsener Straße 1–3/Giefersstraße Karte                                 | |                                        | 4. Juli 1988                           | 325             |
| Fassade mit Dachkörper | Fassade mit Dachkörper | Ferdinandstraße 21                                                          | | 1898                                   | 17. Oktober 1988                       | 326             |
| Straßenfassade/Dachkörper | Straßenfassade/Dachkörper | Riemekestraße 15 Karte                                                      | |                                        | 8. März 1988                           | 328             |
| Gebäude | Gebäude | Riemekestraße 54 Karte                                                      | |                                        | 21. Januar 1992                        | 333             |
| Gebäude | Gebäude | Personstraße 42 Karte                                                       | |                                        | 21. Januar 1992                        | 333 a           |
| Gebäude | Gebäude | Personstraße 44 Karte                                                       | |                                        | 21. Januar 1992                        | 333 b           |
| Gebäude | Gebäude | Personstraße 46 Karte                                                       | |                                        | 21. Januar 1992                        | 333 c           |
| Gebäude | Gebäude | Personstraße 48 Karte                                                       | |                                        | 21. Januar 1992                        | 333 d           |
| Gebäude | Gebäude | Riemekestraße 56 Personstraße 41 Karte                                      | |                                        | 21. Januar 1992                        | 334 334 a       |
| Gebäude | Gebäude | Personstraße 43–45 Karte                                                    | |                                        | 21. Januar 1992                        | 334 b,c         |
| Gebäude | Gebäude | Personstraße 47–51 Karte                                                    | |                                        | 21. Januar 1992                        | 334 d,e,f       |
| Alanbrooke-Kaserne | Alanbrooke-Kaserne | Elsener Straße 5 Karte                                                      | | 1898–1904                              | 3. Dezember 1992                       | 340             |
| Wohnhaus | Wohnhaus | Neuhäuser Straße 72 Karte                                                   | |                                        | 9. März 1994                           | 341             |
| Wohnhaus | Wohnhaus | Le-Mans-Wall 15 Karte                                                       | Zweigeschossiges, spätklassizistisches Wohnhaus | um 1880                                | 2. Juni 1997                           | 343             |
| | Gewölbekeller | Schildern 12                                                                | |                                        | 2. Juni 1997                           | 344             |
| | Gewölbekeller | Rathausplatz 14                                                             | |                                        | 9. Juli 1998                           | 345             |
| Immunitätsmauer/Kloster Abdinghof | Immunitätsmauer/Kloster Abdinghof | Am Abdinghof Karte                                                          | |                                        | 11. Mai 1999                           | 346             |
| | tonnengewölbte Keller | Grube 6                                                                     | |                                        | 25. April 2000                         | 347             |
| Feldkreuz | Feldkreuz | Ecke Bolton-Wall/Alte Torgasse ?                                            | | 1793                                   | 8. September 2000                      | 348             |
| Wohnhaus | Wohnhaus | Neuhäuser Straße 132 Karte                                                  | Freistehendes, villenartiges Wohngebäude | 1927                                   | 23. Juli 2001                          | 349             |
| Wappenstein (Allianzwappen) | Wappenstein (Allianzwappen) | Marienplatz 2 ? Karte                                                       | Hausmarken der Eheleute Conradus Glehen (Bürgermeister und Weinhändler) und Margarete Voßla | 1673                                   | 24. Januar 2002                        | 350             |
| weitere Bilder | Wohnhaus, Werkstattgebäude, Umfassungsmauern | Am Stadelhof 8 Karte                                                        | Ehemalige Zimmerei (bis 1952) | Wohngebäude 1851 Werkstatt um 1860/70  | 15. April 2002                         | 352             |
| weitere Bilder | Umfassungswände/Kelleranlagen, Renaissanceportal | Kötterhagen 10 Stadtmuseum Galerie am Abdinghof (ab 2017) Karte             | Umfassungswände/Kelleranlagen abgebrochen | Portal 1607                            | 3. Juni 2004 Teillöschung 28. Mai 2008 | 353             |
| Justizgebäude | Justizgebäude | Am Bogen 2-4 Karte                                                          | |                                        | 14. August 2003                        | 354             |
| Doppelhausvilla a) Einhardstraße 3 b) Einhardstraße 5 | Doppelhausvilla a) Einhardstraße 3 b) Einhardstraße 5 | Einhardstraße 3–5 Karte                                                     | |                                        | a) 4. Mai 2006 b) 24. Januar 2006      | 356             |
| Keller und Fundamente | Keller und Fundamente | Am Haxthausenhof 6–8 Karte                                                  | | frühes 17. Jh.                         | 10. Januar 2007                        | 358             |
| weitere Bilder | Grünanlage Paderquellgebiet | zw. Bachstraße/Am Damm/ Mühlenstraße/An der Wasserkunst/ A. d. warmen Pader | |                                        | 19. November 2008                      | 359             |
| Wohnhaus | Wohnhaus | Am Stadelhof 4 Karte                                                        | |                                        | 22. Juli 2010                          | 361             |
| Wohnhaus | Wohnhaus | Westernstraße 11 Karte                                                      | |                                        | 11. September 2014                     | 363             |
| Wohnhaus | Wohnhaus | Giersstraße 13/15 Karte                                                     | | 1960                                   | 26. Oktober 2016                       | 366             |
| Stellwerk | Stellwerk | Detmolder Straße 35 Karte                                                   | |                                        | 13. Februar 2017                       | 365             |
| Franz-Stock-Platz und Gutenbergstraße | Franz-Stock-Platz und Gutenbergstraße | Franz-Stock-Platz, Gutenbergstraße Karte                                    | |                                        | 13. Juni 2017                          | 369             |
| Wohnhaus | Wohnhaus | Rathenaustraße 41/43 Karte                                                  | | 1930                                   | 13. Juni 2017                          | 370             |
| Wohn- und Geschäftshaus | Wohn- und Geschäftshaus | Grube 13/15 Karte                                                           | | 1958/59                                | 13. Februar 2017                       | 367             |
| Wohnhaus | Wohnhaus | Neuhäuser Straße 85 Karte                                                   | | 1926                                   | 28. November 2017                      | 368             |
| historische Orgel der kath. Pfarrkirche St. Georg | historische Orgel der kath. Pfarrkirche St. Georg | Neuhäuser Straße 78a Karte                                                  | Von Friedrich Bernhard Meyer ursprünglich für die Busdorfkirche angefertigtes Instrument | Ende 19. Jahrhundert                   | 16. Juli 2018                          | 373             |
| Doppelwohnhaus | Doppelwohnhaus | Fürstenweg 34 und 34a Karte                                                 | | 1951–1952                              | 13. August 2018                        | 374             |
| Ehemaliges Klarissenkloster | Ehemaliges Klarissenkloster | Theodor-Heuss-Straße 11 Karte                                               | | 1926                                   | 28.09.2020                             | 371             |
| Pfarrkirche St. Heinrich | Pfarrkirche St. Heinrich | Nordstraße 5 Karte                                                          | | 1954–1955                              | 04.03.2020                             | 375             |
| Kilianskirche | Kilianskirche | Im Samtfelde 57a Karte                                                      | | 1965–1967                              | 19.11.2021                             | 379             |
| | „Rikus-Kreuz“ |                                                                             | Hochkreuz mit acht Metern Höhe und fast fünf Metern Breite aus grün patiniertem Kupferblech, das auf ein Stahlgerüst montiert ist. | 1963                                   | Juni 2024                              |                 |
| Mahnmal | Mahnmal | Busdorfwall Karte                                                           | Mahnmal von Josef Rikus |                                        | Juni 2024                              |                 |